# Finstertaler Schartenkopf
De Finstertaler Schartenkopf is een 2855 meter hoge berg in de Stubaier Alpen in het Oostenrijkse Tirol.
De berg, die is gelegen bij het wintersportoord Kühtai in het Sellraintal, ligt bij het Speicher Finstertal en wordt omgeven door bergtoppen als de Zwölferkogel, Sulzkogel en Neunerkogel.
Vlak ten westen van de Finstertaler Schartenkopf is de top van de Finstertaler Scharte gelegen. De tocht vanuit Kühtai naar de top neemt onder normale klimomstandigheden ongeveer drie à drieënhalf uur in beslag.